# Вашингтон визардси
Вашингтон визардси (енгл. Washington Wizards) су амерички професионални кошаркашки тим са седиштем у Вашингтону. Визардси се такмиче у Националној кошаркашкој асоцијацији (НБА) као члан Југоисточне дивизије Источне конференције лиге. Тим игра своје домаће утакмице у Капитал Арени, у Кинеској четврти у Вашингтону.
Франшиза је основана 1961. године као Чикаго пејкерс у Чикагу, Илиноис; следеће сезоне су преименовани у Чикаго зефирсе. Године 1963. преселили су се у Балтимор, Мериленд, и постали Балтимор булетси, преузимајући име од претходног тима истог имена. Године 1973. тим се преселио у градско подручје Вашингтона и променио име прво у Капитал Булетс, а затим следеће сезоне у Вашингтон Булетс. Године 1997. преименовали су се у Визардс.
Визардси су играли у четири финала НБА лиге; победили су 1978. Наступили су у 28 плеј-офа, освојили четири титуле на конференцији (1971, 1975, 1978, 1979) и освојили осам титула у дивизијама (1969, 1971, 1972, 1973, 1974, 1975, 20). Њихов најбољи сезонски рекорд, 1975. године, био је 60–22. Вес Анселд је једини играч у историји франшизе који је постао МВП (1969) и освојио награду МВП финала (1978). Четири играча (Волт Белами, Тери Дишингер, Ерл Монро и Анселд) освојили су награду за Новајлију године.

## Историја клуба

### Стварање клуба
Оригинални надимак тима био је омаж чикашкој индустрији паковања меса; њихова матична арена, Међународни амфитеатар, била је поред Унион Стоцк Иардса. Међутим, био је крајње непопуларан јер је то био исти надимак који су користили НФЛ Грин Беј Пакерси, љути ривали Чикаго берса. Након само годину дана, организација је променила име у Чикаго Зефирси и играла своје домаће утакмице у Чикашком Колосеуму. Њихова једина сезона као Зефирси се хвалила бившом звездом Пердуа Теријем Дишингером, који је освојио награду за новајлију године. Године 1963. франшиза се преселила у Балтимор, Мериленд, и постала Балтимор булетс, узимајући своје име по франшизи Балтимор булетс БАА/НБА из 1940-их и 1950-их и играјући домаће утакмице у Балтимор Сивик центру. НБА ће се вратити у Чикаго 1966. када су Чикаго Булси почели да играју. У својој првој години у Балтимору, Булетси су завршили на четвртом месту у западној дивизији са пет тимова. Године 1973., након преласка у Ландовер, Мериленд, одиграли су сезону као Капитал булетс, а 1974. су постали Вашингтон булетси, име које су задржали до 1995. године, када је власник Ејб Полин преименовао тим у Вашингтон визардсе због насилног призвука речи метак.

### 1967–1981: ера Веса Анселда
Касних 1960-их, Булетси су ангажовали два будућа члана Куће славних: Ерла Монроа, на драфту 1967. године, друго место, и Веса Анселда, на драфту следеће године, такође друго место на драфту. Тим је драматично напредовао, са 36 победа претходне сезоне на 57 у сезони 1968–69, а Анселд је добио и награде за новајлију године и МВП. Булетси су били домаћини НБА Ол-стар утакмице 1969. и са великим очекивањима стигли до плеј-офа, али су их у првом колу елиминисали Њујорк Никси. Следеће сезоне два тима су се поново састала у првом колу, а иако је ова отишла на седам утакмица, Никси су поново изашли као победници.
У сезони 1970–71, 42–40 Булетси су се поново састали са Никсима, али овога пута у финалу Источне конференције. Пошто се капитен екипе Никса Вилис Рид повредио у финалу, Булетси без повреда су искористили његово одсуство, а у седмој утакмици, у њујоршком Медисон сквер гардену, Гас Џонсон из Булетса погодио је критички кош касно у утакмици за победу Булетса над Никсима 93–91 и пласирање у своје прво финале НБА лиге. У четири утакмице победили су их моћни Милвоки Бакси предвођени будућим члановима Куће славних Каримом Абдул-Џабаром и Оскаром Робертсоном.
Чак и након размене Ерла Монроа (у Никсе) и Гаса Џонсона (у Сансе), Булетси су остали кандидат за плеј-оф током 1970-их. После мање него спектакуларне сезоне 1971–72, Балтимор је преузео Елвина Хејса из Хјустон Рокетса и драфтовао Кевина Портера у трећој рунди, из Сент Франсиса у Пенсилванији.
После спорог почетка 1972–73, Балтимор је успео у децембру, поставивши рекорд од 10–4 на путу до освајања титуле у Централној дивизији трећу годину заредом. Булетси су се поново суочили са Никсима у плеј-офу НБА лиге 1973. године, изгубивши четврти пут у пет серија од Њујорка.
У фебруару 1973, тим је најавио да чека пресељење 50 километара југозападно у Капитал центар у Ландоверу, предграђу Вашингтона и постао је Капитал Булетс. После те сезоне 1973–74, променили су име свог географског идентификатора у Вашингтон булетс. Булетси би се вратили у Балтимор да би одиграли неколико домаћих утакмица по сезони током касних 1980-их и 1990-их.
Током новембра 1973, док су чекали завршетак своје нове арене у Ландоверу, Булетси су играли своје домаће утакмице у Кол Филд Хаусу у кампусу Универзитета Мериленд у Колеџу Парку. Капитал центар (касније познат као УСАир/УС Ервејз Арена) отворен је 2. децембра 1973. године, када су Булетси победили Сијетл суперсонике.
Булетси са рекордом од 60–22 су се вратили у НБА плеј-оф 1975. године. Те године, Вашингтон је поставио 36-5 домаћи рекорд у Капитал центру. У првој рунди плеј-офа, преживели су серију од седам утакмица против Бафало брејвса пошто су оба тима победила све утакмице на свом терену. У финалу Источне конференције победили су браниоца титуле НБА лиге Бостон селтиксе у шест утакмица и пласирали се у финале НБА лиге. Булетси су били фаворити за освајање НБА шампионата, али су их победили Голден Стејт вориорси предвођени Ал Атлсом у четири утакмице, изгубивши прве и четири утакмице у Капитал центру.
Пораз у финалу НБА лиге задржао се у сезони 1975–76, пошто су добили 12 утакмица мање него прошле године, а у плеј-офу су их елиминисали Кливленд кавалирси у седам утакмица. Након сезоне, Булетси су отпустили главног тренера К. Ц. Џонса, упркос томе што је у каријери имао 62 посто победника као главни тренер Булетса.
У сезони 1976–77, под новим главним тренером Диком Мотом, Булетси су другу годину заредом поново остали без титуле у Централној дивизији. Елвин Хејз је завршио шести у лиги по скоковима са 12,5 скокова по утакмици. Након отварања плеј-офа НБА лиге 1977. победом у серији од три утакмице над Кливленд кавалирсима, Булетси су повели у серији 2-1 у другом колу против Хјустон рокетса. Са шансом да поведу у серији од 3–1 на свом терену, Булетси су изгубили са 107–103, а Рокетси су узели серију у шест утакмица.

#### 1977–78: освајање НБА шампионата
Иако су у тиму имали будуће из Куће славних, Елвина Хејса и Веса Анселда, Булетси су сезону 1977–78 завршили са резултатом 44–38 и били су велики избор за победу у финалу НБА лиге, али новинар из Сан Антонија Дан Кук је употребио чувену фразу „Опера није готова док дебела дама не запева“. Ово је постао поклич за Булетсе када су завршили плеј-оф низ који је довео до НБА финала, победивши Сијетл суперсониксе у седам утакмица. Ово је био први професионални спортски шампионат у Вашингтону после 36 година. Остаје једина НБА титула коју је тим освојио од 2022. године.

#### 1978–79: Финалисти
У сезони 1978–79, Булетси су се преселили у Атлантску дивизију, освојивши титулу у својој првој сезони тамо. Ушли су у плеј-оф НБА лиге 1979. изгубивши осам од последњих 11 утакмица да би завршили регуларну сезону са резултатом 54–28. У плеј-офу, Булетси су умало одували вођство у серији од 3–1 против Атланта хокса, али су успели да задрже Хоксе у седам утакмица.
У финалу Источне конференције заостали су од Сан Антонио спарса са 3–1, али су се вратили победивши две узастопне утакмице и изнудили седму утакмицу у Капитал центру. Булетси су се поново окупили, превазишли заостатак у четвртој четвртини и победили Џорџа Гервина и Спарсе са 107–105 у једној од најбољих утакмица свих времена у НБА лиги и пласирали се у финале НБА лиге и реванш против Сијетл суперсоникса.
У првој утакмици финала, Булетси су победили Суперсониксе резултатом 99–97, у два победничка слободна бацања. Изгубили су наредне четири утакмице и серију од Сијетла. Булетси су били једини тим који је играо у НБА финалима четири пута током 1970-их.

### 1979–1988: Разочарења у плејофу
Године и повреде су коначно сустигле Булетсе. У сезони 1979–80, једва су успели да дођу до плеј-офа пошто су освојили шесто и последње место у плеј-офу кроз тај-брејк упркос томе што су поставили резултат од 39–43. У плеј-офу су их помели Филаделфија 76ерси у серији плеј-офа од две утакмице. Следеће године Булетси нису успели да уђу у плеј-оф први пут у 13 година. Вес Анселд се повукао, а Елвин Хејс је трејдован у Хјустон рокетсе следеће сезоне.
У 1981–82, Вашингтон је играо снажно под тренерима Џин Шуа и Дона Морана, завршивши регуларну сезону са резултатом 43–39, и иако су се пласирали у полуфинале Источне конференције у плеј-офу, очигледно су изгубили моћ касних 1970-их. 1983 Булетси су наставили да играју са истим талентом који су имали претходне године. Завршили су са победничким рекордом, али су у веома конкурентној Атлантској дивизији завршили последњи и пропустили плеј-оф.
У наредне две године су Булетси наставили да играју осредњу кошарку пошто су завршили са губитком, али су у плеј-оф дошли у новом проширеном формату НБА плеј-офа који је укључивао 16 најбољих тимова за пласман у плеј-оф; Булетси су елиминисани у обе године у првом кругу.
Године 1985. Булетси су добили Мануте Бола, чија је специјалност била блокирање шутева. Те године је блокирао 397 шутева (рекорд Булетса), део тима који је блокирао 716 шутева (рекорд тима за Булетсе). Међутим, Булетси су завршили са разочаравајућим резултатом 39–43, и елиминисани су од стране 76ерса у првом колу НБА плеј-офа. Булетси су следеће сезоне преузели центра Мозеса Малона из Филаделфија 76ерса за центра Џефа Руланда у нади да ће напредовати. Малон би предњачио у тиму са 24,1 поен по утакмици јер би му се придружио Џеф Малон који је просечно бележио 22,0 поена по утакмици. Рекорд Булетса 42–40 био би њихова последња победничка сезона до 1996–97. Вашингтон је елиминисан од Детроит пистонса у три утакмице плеј-офа.
Као 12. пика, Булетси су изабрали Магси Боугса, који је са својих 160 центиметара најнижи играч у историји НБА. Булетси би почели споро јер је тренер Кевин Логери отпуштен 27 утакмица у сезони, а Булетси су имали рекорд 8–19. Да би заменили Логерија, Булетси су ангажовали бившег МВП-а Веса Анселда. Под Анселдом, Булетси су се побољшали пошто су поново успели да дођу до плеј-офа са резултатом 38–44. Након што су изгубили прве две утакмице у гостима у првом колу НБА плеј-офа 1988. од Детроит пистонса, Булетси су узвратили и изнудили пету утакмицу са две победе код куће. Изгубили би пету утакмицу за 21 поен. Прошло би девет сезона пре него што би се Вашингтон вратио у НБА плеј-оф.

### 1989–1997: Крај Булетса
Булетси су 1988–89 почели са 5–1, али су изгубили 16 од 18 утакмица од средине децембра до средине јануара. 6. јануара 1989. Франшиза Булетса је одиграла своју прву утакмицу регуларне сезоне у Балтимору од 1973. године; ово би била прва од 35 „домаћих“ утакмица регуларне сезоне које су Булетси играли у Балтимору од 1989. до 1997. године. Завршили су са резултатом 31–51 упркос сјајним сезонама Џефа Мелоуна и Бернарда Кинга, који су у просеку постизали 24,3 односно 22,3 поена по утакмици да би водили тим.
Једини врхунац сезоне 1990–91. са 30 победа за Булетсе био је успешан повратак Бернарда Кинга док се опорављао од операције колена коју је претрпео док је играо за Никсе у сезони 1984–85. и завршио трећи у НБА лиги са 28,4 поена по утакмици. Године 1990. тим је за председницу именовао Сузан О’Мели, прву жену председницу франшизе у историји НБА, која је ћерка Питера О’Мелија, истакнутог адвоката из Мериленда и бившег председника Вашингтон кепиталса.
Булетси су наставили да муче због повреда и недоследне игре. Поставили су рекорд 25–57 у сезони 1991–92. Первис Елисон је проглашен за најбољег играча године 1992, са просечним постизањем од 20,0 поена, 11,2 скокова и 2,7 блокада по утакмици. Недрафтирани новајлија Лари Стјуарт постао је први недрафтирани играч у историји НБА који је ушао у поставу за новајлије, изабран је у други тим за све почетнике. Булетси су драфтовали Тома Гуљоту својим шестим пиком на НБА драфту 1992. године. Завршили су сезону 1992–93 са резултатом 22–60. Након сезоне, Булетси су заменили Харвија Гранта у Портланд трејлблејзерсе за бившег Ол-стар центра Кевина Дакворта.
Повреде су наставиле да муче Булетсе пошто су кључни играчи Рекс Чепмен и Калберт Чини (клупски изабраник на драфту у првој рунди) пропустили значајне утакмице, а Елисон је пропустио скоро целу сезону. Резултат је био рекорд 24–58 за сезону 1993–94. Дон Маклин је проглашен за најбољег играча сезоне 1994, предводећи Булетсе са 18,2 поена по утакмици (изједначен са Чепменом).

## Играчи Визардса

### Задржани драфт пикови
Визардси држе драфт права на следеће непотписане драфт пикове који су играли ван НБА лиге. Изабраном играчу, било интернационалном регруту или регруту колеџа којег није потписао тим који га је драфтовао, може да потпише са било којим тимом који није у НБА лиги. У овом случају, тим задржава права играча на драфту у НБА до годину дана након истека уговора играча са тимом који није у НБА. Ова листа укључује права на драфт која су стечена у трговини са другим тимовима.
| Драфт | Рунда | Пик | Играч       | Поз. | Националност | Тренутни тим | Реф.  |
| ----- | ----- | --- | ----------- | ---- | ------------ | ------------ | ----- |
| 2022  | 2     | 54  | Јаник Нзоса | Ц    | ДРК          | КК Малага    | [ 6 ] |

### Повучени бројеви
| Повучени бројеви Вашингтон визардса | Повучени бројеви Вашингтон визардса | Повучени бројеви Вашингтон визардса | Повучени бројеви Вашингтон визардса | Повучени бројеви Вашингтон визардса |
| Број                                | Играч                               | Поз.                                | Мандат                              | Повучен                             |
| ----------------------------------- | ----------------------------------- | ----------------------------------- | ----------------------------------- | ----------------------------------- |
| 10                                  | Ерл Монро                           | G                                   | 1967–19711                          | 1. децембар 2007.                   |
| 11                                  | Елвин Хејс                          | F                                   | 1972–19812                          | 20. новембар 1981.                  |
| 25                                  | Гас Џонсон                          | F                                   | 1963–19721                          | 13. децембар 1986.                  |
| 41                                  | Вес Анселд                          | C3                                  | 1968–19814                          | 3. новембар 1981.                   |
| 45                                  | Фил Ченијер                         | G5                                  | 1971–19796                          | 23. март 2018.                      |

#### Белешке
- 1 Све у Балтимору
- 2 1972–1973 у Балтимору
- 3 Такође радио као тренер (1987–1994)
- 4 1968–1973 у Балтимору
- 5 Такође радио као телевизијски аналиста за Булетсе/Визардсе (1984–2017)
- 6 1971–1973 у Балтимору
- НБА повукла је број 6 у знак сећања на Била Расела за све тимове 11. августа 2022.[7][8]

## Битни појединци

### У Кући славних кошарке
| Кућа славних Вашингтон визардса | Кућа славних Вашингтон визардса | Кућа славних Вашингтон визардса | Кућа славних Вашингтон визардса | Кућа славних Вашингтон визардса |
| Играчи                          | Играчи                          | Играчи                          | Играчи                          | Играчи                          |
| No.                             | Име                             | Позиција                        | Каријера                        | Увештен                         |
| ------------------------------- | ------------------------------- | ------------------------------- | ------------------------------- | ------------------------------- |
| 41                              | Вес Анселд                      | C/F                             | 1968–1981                       | 1988                            |
| 1033                            | Ерл Монро                       | G                               | 1967–1972                       | 1990                            |
| 11                              | Елвин Хејс                      | C/F                             | 1972–1981                       | 1990                            |
| 21                              | Дејв Бинг                       | G                               | 1975–1977                       | 1990                            |
| 8                               | Волт Белами 2                   | C                               | 1961–1963                       | 1993                            |
| 15                              | Бејли Хауел                     | F/G                             | 1964–1966                       | 1997                            |
| 4                               | Мозес Малон                     | C/F                             | 1986–1988                       | 2001                            |
| 23                              | Мајкл Џордан                    | G/F                             | 2001–2003                       | 2009                            |
| 25                              | Гас Џонсон                      | F/C                             | 1963–1972                       | 2010                            |
| 50                              | Ралф Сампсон                    | C/F                             | 1991                            | 2012                            |
| 30                              | Бернард Кинг                    | F                               | 1987–1991                       | 2013                            |
| 2                               | Мич Ричмонд                     | G                               | 1998–2001                       | 2014                            |
| 24                              | Спенсер Хејворд                 | F/C                             | 1981–1983                       | 2015                            |
| 10                              | Боб Дандриџ                     | F/G                             | 1977–1981                       | 2021                            |
| 24                              | Крис Вебер                      | F/C                             | 1994–1998                       | 2021                            |
| 30                              | Бен Волас                       | C/F                             | 1996–1999                       | 2021                            |
| 34                              | Пол Пирс                        | F                               | 2014–2015                       | 2021                            |
| Тренери                         |                                 |                                 |                                 |                                 |
|                                 | Име                             | Позиција                        | Мандат                          | Уврштен                         |
| 21                              | Боби Ленард                     | Главни тренер                   | 1962–1964                       | 2014                            |
| Сарадници                       |                                 |                                 |                                 |                                 |
|                                 | Име                             | Позиција                        | Мандат                          | Уврштен                         |
| 44                              | Род Торн                        | G                               | 1963–1964                       | 2018                            |